# Arbeitsrecht (Österreich)
Das österreichische Arbeitsrecht ist die Gesamtheit der Bestimmungen, die in teils öffentlich-rechtlichen, teils privatrechtlichen Vereinbarungen die Rechte und Pflichten zwischen Arbeitgebern und Arbeitnehmern regelt. Es besteht aus einer gewachsenen Struktur an Gesetzen (z. B. Angestelltengesetz, Urlaubsgesetz), Verordnungen (z. B. Arbeitsstättenverordnung), Kollektivverträgen, Betriebsvereinbarungen und Einzelvereinbarungen.

## Grundlagen
Als Einführung sollen an dieser Stelle anhand eines typisierten „Arbeitnehmerlebens“ die wichtigsten Bestimmungen bzw. „Fußangeln“ dargestellt werden, während weiter unten eine genauere Darstellung des Rechtsgebietes erfolgt:
Am Beginn eines Arbeitsverhältnisses steht auf Unternehmerseite – nach unternehmensinterner Erstellung von Qualifikationsprofilen und dergleichen – zunächst einmal das Schalten einer geeigneten Stellenanzeige. Hier gilt es, die Bestimmungen des Gleichbehandlungsgesetzes (GlBG) zu beachten: Jede externe oder unternehmensinterne Stellenausschreibung ist in nicht diskriminierender Weise zu verfassen; Stellenanzeigen dürfen nicht für ein bestimmtes Geschlecht (§ 9) oder unter Bezugnahme auf eine bestimmte Altersgruppe, ethnische Herkunft, Behinderung, Religion oder Weltanschauung oder sexuelle Orientierung (§ 23) erfolgen, es sei denn, dies wäre eine „wesentliche und entscheidende berufliche Anforderung“. Adressaten dieser Bestimmung sind Arbeitgeber, das Arbeitsmarktservice, Arbeitsvermittler und Dritte, also zum Beispiel Personalberater. Bei einem erstmaligen Verstoß gegen dieses Gleichbehandlungsgebot wird das betreffende Unternehmen von der zuständigen Bezirksverwaltungsbehörde verwarnt; verstößt jenes Unternehmen jedoch ein weiteres Mal gegen dieses Gleichbehandlungsgebot, so wird ein Bußgeld in der Höhe von EUR 360,- verhängt.
Konnte der potentielle Arbeitnehmer das Vorstellungsgespräch für ihn erfolgreich absolvieren, folgt als nächster Schritt die Unterfertigung des Arbeitsvertrages bzw. die Begründung des Arbeitsverhältnisses. Im Idealfall eines „Arbeitnehmerlebens“ steht am Ende eines Arbeitsverhältnisses die Pensionierung. Vor diesem Zeitpunkt kann das Arbeitsverhältnis allerdings auch vorzeitig beendet werden.

## Rechtsquellen des Arbeitsrechts
Das Arbeitsrecht ist in unterschiedlichen Rechtsquellen verankert. Diese sind im Allgemeinen im Stufenbau der Rechtsordnung gegliedert, die die Reichweite der Geltung und die Abhängigkeit des Erzeugungszusammenhangs darstellt:
Stufenbau der Rechtsordnung:
- Europarecht
- Verfassungsrecht
- Zwingendes Gesetzesrecht
- Kollektivvertrag, Satzung
- Betriebsvereinbarung
- Arbeitsvertrag
- Dispositives Gesetzesrecht
- Weisung des Arbeitgebers

Europarecht
Seit dem Beitritt Österreichs zur Europäischen Gemeinschaft (inzwischen: Europäische Union) sind für das österreichische Arbeitsrecht auch die Regelungen des Europäischen Gemeinschaftsrechts beachtlich, die innerstaatlichem Rechts vorangehen oder einen Rahmen für dessen Gestaltung determinieren. Das nationale Recht darf dem Europarecht nicht widersprechen, dementsprechend stehen das europäische Primärrecht und die darauf beruhenden Verordnungen und Richtlinien an oberster Stelle im Stufenbau.
Nationale Gesetze
Auf nationaler Ebene sind die Verfassung, die Gesetze und die darauf beruhenden Verordnungen zu nennen. Da das Arbeitsrecht in Gesetzgebung und Vollziehung zum ganz überwiegenden Teil Bundessache ist (Art 10 Abs 1 Z 11 B-VG, ausgenommen sind lediglich die Dienstrechte der Landes- und Gemeindebeamten sowie das Landarbeiterrecht), sind dies Bundesgesetze. Der Gesetzgeber kann gesetzlichen Regelungen ausdrücklich zwingenden Charakter verleihen. Absolut zwingende Bestimmungen können durch Parteienvereinbarung nicht abgeändert werden; sie finden sich vor allem im Betriebsverfassungsrecht und im Arbeitnehmerschutzrecht. Relativ zwingende Bestimmungen können durch im Stufenbau nachgeordnete Bestimmungen zu Gunsten der Arbeitnehmer verbessert werden.
Kollektivverträge
Auf der folgenden Stufe der „Hierarchieordnung“ steht der Kollektivvertrag als überbetriebliche Gesamtvereinbarung zwischen kollektivvertragsfähigen Körperschaften der Arbeitnehmer und der Arbeitgeber. Kollektivverträge können durch eine Bundes-Verordnung zu Satzungen erklärt werden, womit ihr Geltungsbereich auf Arbeitsverhältnisse mit nicht-kollektivvertragsfähigen Arbeitgebern ausgedehnt wird.
Betriebsvereinbarungen
Auf betrieblicher Ebene können Betriebsvereinbarungen als Gesamtvereinbarungen, die zwischen Arbeitgeber und Betriebsrat abgeschlossen werden, für alle Arbeitnehmer eines Betriebes verbindliche Regelungen schaffen.
Arbeitsverträge
Schlussendlich ist der Arbeitsvertrag jene Rechtsquelle, die nur noch in jenen Bereichen Recht schaffen kann, die durch die vorgenannten übergeordneten Rechtsquellen noch nicht zwingend geregelt sind.
Im Verhältnis zwischen Kollektivverträgen und nachgeordneten Rechtsquellen gilt das Günstigkeitsprinzip. Sondervereinbarungen, die nicht vom Kollektivvertrag ausgeschlossen sind, sind nur gültig, soweit sie für den Arbeitnehmer günstiger sind oder soweit der Kollektivvertrag keine Regelung enthält.

## Individualarbeitsrecht

### Das Arbeitsverhältnis

#### Gleichbehandlung
Die Gleichbehandlung der Geschlechter gilt als eine der Säulen des modernen Arbeitsrechts. Geäußert wird sie vom Gesetzgeber insbesondere im Gleichbehandlungsgebot, das Arbeitgeber wie Arbeitnehmer in die Pflicht nimmt, die grundlegenden Aspekte der Menschenrechte in seinem Umfeld umzusetzen.
Das Gleichbehandlungsgesetz verbietet außerdem Diskriminierungen im Arbeitsverhältnis aufgrund des Geschlechts, der ethnischen Zugehörigkeit, der sexuellen Orientierung, des Alters sowie der Religion oder Weltanschauung. Das Behinderteneinstellungsgesetz verbietet Diskriminierungen aufgrund einer Behinderung.

#### Unterschied zwischen Angestellten und Arbeitern
Die Unterscheidung wird durch § 1 Abs. 1 Angestelltengesetz getroffen, welcher normiert, welche Dienstverhältnisse als Angestelltendienstverhältnisse gelten. Grundsätzlich gelten Arbeitnehmer, die kaufmännische Tätigkeiten, höhere nicht kaufmännische Tätigkeiten oder Kanzleiarbeiten verrichten, als Angestellte. Bestimmte Arbeitnehmer werden aufgrund der Beschäftigung bei Rechtsanwälten, Ärzten, Kreditanstalten etc. als Angestellte angesehen.
Beim Arbeiterbegriff handelt es sich um einen Restbegriff, der all jene Arbeitnehmer erfasst, welche nicht Angestellte sind.
Die (historischen!) Unterschiede zwischen diesen Gruppen gibt es inzwischen kaum mehr; die Unterschiede bei Kündigungsfristen und Entgeltfortzahlungen sind 2017 weitgehend beseitigt worden.
Gesetzliche Rechtsgrundlagen:
Angestelltengesetz (AngG)
Gewerbeordnung (GewO)

#### Arbeitsrechtliche Sonderformen

##### Volontär
Der Volontär ist eine Person, die sich im Betrieb aufhält, um fachbezogene Kenntnisse und Fähigkeiten zu erwerben. Es besteht kein Arbeitsverhältnis.
Kennzeichen des Volontärs:
Keine Arbeitsverpflichtung, aber auch kein Rechtsanspruch auf Entgelt.
Nicht an feste Arbeitszeiten gebunden.
Nicht in den Betrieb eingegliedert.
Kein Weisungsrecht des Arbeitgebers (außer hinsichtlich Arbeitssicherheit)

##### Heimarbeiter und Heimangestellte
Gesetzliche Grundlage ist das Heimarbeitergesetz 1961 (HeimAG) für Heimarbeiter. Heimangestellte werden überwiegend geistig beansprucht (Telearbeit) und werden nicht vom HeimAG erfasst.
Der Auftraggeber muss bei erstmaliger Vergabe die Heimarbeiter an das Arbeitsinspektorat anzeigen, eine Liste führen, die Arbeits- und Lieferbedingungen bekanntgeben und ein Abrechnungsbuch an das Arbeitsinspektorat ausfolgen.
Von besonderer Wichtigkeit sind die Schutzmaßnahmen, die im HeimAG normiert sind. Die Arbeitszeit muss genau eingehalten werden und wird mittels Abrechnungsbuch kontrolliert, es darf auch nicht zu viel an Arbeitsmenge in Auftrag gegeben werden. Die Bestimmungen des ArbeitnehmerInnenschutzgesetzes (ASchG) müssen auch bei den Heimarbeitsplätzen (ausgelagerte Plätze) eingehalten werden (Gefahrenschutz). Die Rechtsprechung erlaubt dem Arbeitsinspektorat den Zugang zu den Räumlichkeiten, um die Bestimmungen des ASchG zu überprüfen.

##### Arbeitsvertrag auf Probe
siehe auch
- Probezeit in Österreich

Die Probezeit beträgt normalerweise 1 Monat. Eine längere Probezeit darf nicht vereinbart werden.

### Begründung des Arbeitsverhältnisses
Ein Arbeitsverhältnis liegt dann vor, wenn ein Arbeitnehmer seine Arbeitskraft zur Verfügung stellt und dabei unter der Leitung des Arbeitgebers (oder dessen Stellvertreters) in persönlicher und wirtschaftlicher Abhängigkeit tätig ist. Arbeitnehmer sind im Rahmen ihres Arbeitsverhältnisses zeitlich und örtlich gebunden, sie sind auch verpflichtet, den Weisungen ihres Arbeitgebers Folge zu leisten.

#### Kosten für Vorstellung
Es gibt keine gesetzliche Grundlage für die Rückerstattung oder Übernahme von Vorstellungskosten. Daher behilft man sich mit folgenden rechtlichen Konstruktionen aus dem allgemeinen bürgerlichen Recht:
- Culpa in contrahendo
- Geschäftsführung ohne Auftrag (jedoch nur bei zustande gekommenen Arbeitsverhältnissen: die notwendigen und nützlichen Aufwendungen werden ersetzt)
- individueller Auftrag
- konkludente Übernahme (schlüssiges Verhalten)

### Rechte und Pflichten aus dem Arbeitsverhältnis

#### Arbeitnehmerpflichten
Arbeitszeit:
Der Bereich Arbeitszeit wird grundsätzlich im Arbeitszeitgesetz (AZG) geregelt. Es bestehen aber Gestaltungsmöglichkeiten in Form von Kollektivverträgen und Betriebsvereinbarungen.
Die Normalarbeitszeit beträgt 40 Wochenstunden (außer KV oder BV geben andere Werte an).
Arbeitszeit über dieser Normalarbeitszeit gilt als Überstunden. Es sind jedoch Durchrechnungszeiträume anzuwenden.
- zum Beispiel MA arbeitet 50h in der ersten Woche und in der nächsten nur 30h.

Bei Teilzeitbeschäftigten (als Bsp. 20 Stunden / Woche) ist zu beachten:
- Arbeitszeit ab der 21. bis zur 40. Stunde (oder KV/BV Grenze) ist Mehrarbeit, aber keine Überstunde.

Gleitzeit bedarf einer schriftlichen Betriebsvereinbarung bzw. in betriebsratslosen Betrieben einer schriftlichen Einzelvereinbarung mit jedem einzelnen Beschäftigten. Dabei sind bestimmte Mindestinhalte erforderlich:
1. Die Festlegung eines Durchrechnungszeitraumes (so genannte Gleitzeitperiode),
2. die Festlegung einer fiktiven Normalarbeitszeit und
3. die Festlegung von allenfalls übertragbaren Zeitguthaben oder Zeitschulden

Urlaub
Hauptsächliche Rechtsquelle des Urlaubsrechts ist das Urlaubsgesetz 1976 (UrlG), das gleichermaßen für Arbeiter und Angestellte gilt. Das Urlaubsausmaß beträgt 30 Tage, ab einer Dienstzeit von 25 Jahren 36 Tage (§ 2 Abs 1 UrlG). Der Anspruch entsteht in den ersten 6 Monaten des Arbeitsverhältnisses im Verhältnis zur Dienstzeit, ab 6 Monaten gebührt der volle Anspruch auf Urlaub (§ 2 Abs 2 UrlG). Nachtschwerarbeiter erhalten zusätzliche Urlaubstage.
Karenz (Überblick)
Im österreichischen Rechtsgebrauch bedeutet Karenz die freie Vereinbarung einer Freistellung von der Arbeitsverpflichtung gegen Entfall des Entgelts bei gleichzeitiger Aufrechterhaltung des Arbeitsvertrages. Im Laufe der Entwicklung haben sich gesetzliche Freistellungsansprüche entwickelt, die Arbeitnehmer einseitig, d. h. ohne vorherige Vereinbarung mit dem Arbeitgeber in Anspruch nehmen können. Den sozialpolitisch und praktisch wichtigsten Fall stellt die Karenz (Elternurlaub) nach Mutterschutzgesetz (MschG) und Väterkarenzgesetz (VKG) dar. Daneben gibt es die Familienhospizkarenz zur Pflege und Betreuung schwer kranker Kinder oder sterbender Angehöriger (§ 14a und § 14b Arbeitsvertragsrechts-Anpassungsgesetz, AVRAG).
Anlässlich der Geburt eines Kindes haben die Eltern einen Rechtsanspruch auf Freistellung vom Arbeitsverhältnis, dessen gesetzliche Bezeichnung Karenz ist. Seit der Umsetzung des Elternurlaubs (Richtlinie 96/34/EG) haben Väter einen voll eigenständigen Anspruch auf Karenz. Dasselbe gilt für Adoptiveltern.
Karenz kann bei Vorliegen der Anspruchsvoraussetzungen durch eine einseitige Willenserklärung in Anspruch genommen werden. Karenz beginnt frühestens im Anschluss an die Wochenschutzfrist der Mutter und endet spätestens mit Vollendung des zweiten Lebensjahrs des Kindes (was der österreichische Verwaltungsgerichtshof als den Tag vor dem zweiten Geburtstag definiert hat).
Die Karenz kann zwei Mal zwischen Eltern geteilt werden (das sind insgesamt drei Teile), die abwechselnd verbraucht werden müssen (ausgenommen ein gemeinsamer Monat beim erstmaligen Betreuungswechsel, der allerdings die Gesamtdauer der Karenz entsprechend verkürzt); ein Teil muss mindestens zwei Monate dauern.
Eltern haben während der Karenz Kündigungs- und Entlassungsschutz. Eine Beendigung des Arbeitsverhältnisses ist nur nach vorheriger Zustimmung des Arbeits- und Sozialgerichts möglich.

#### Arbeitgeberpflichten

##### Die Entgeltpflicht
Der Arbeitgeber hat die Pflicht, dem Arbeitnehmer seinen Lohn auszuzahlen.

### Beendigung des Arbeitsverhältnisses

#### Kündigung
Die Kündigung dient der Beendigung eines Arbeitsvertrags und ist grundsätzlich nicht zu begründen. Sowohl Arbeitnehmer als auch Arbeitgeber können unter Einhaltung von Kündigungsfrist und Kündigungstermin das Arbeitsverhältnis auflösen. Diese sind bei Angestellten und Arbeiter verschieden ausgestaltet. Der Arbeitgeber ist bei Bestehen eines Betriebsrats dazu verpflichtet, diesen von der Kündigung zu verständigen. Dies hat binnen 5 Arbeitstagen nach Ausspruch der Kündigung zu erfolgen. Kommt der Arbeitgeber dieser Pflicht nicht nach, ist die Kündigung unwirksam. Der Betriebsrat hat nun die Möglichkeit der Kündigung zuzustimmen, zu schweigen oder ihr zu widersprechen. Das Verhalten des Betriebsrats hat Auswirkung auf die Möglichkeit der Kündigungsanfechtung.

#### Die einseitige vorzeitige Auflösung
Hierbei ist von einer Entlassung (geht von AG aus) bzw. von einem Austritt (geht vom AN aus) die Rede. Die Entlassungsgründe sind für Angestellte im § 27 AngG demonstrativ geregelt, die Entlassungsgründe für Arbeiter finden wir taxativ in § 82 GewO 1859. Die Austrittsgründe für Angestellte sind in § 26 AngG und für Arbeiter in § 82 a GewO 1859 zu finden. Vor allem der Entlassungsgrund der Vertrauensunwürdigkeit (§ 27 Z 1 3. Fall AngG, § 82 lit d GewO 1859) erlangt in den letzten Jahren immer mehr an Bedeutung. Vor allem in Deutschland entfachten die sogenannten Bagatelldelikte eine hitzige Diskussion (Nürnberger Justizskandal, Maultaschenfall). Dadurch setzte sich auch die österreichische Lehre eingehend mit diesem Thema auseinander.

#### Die einvernehmliche Beendigung
Natürlich besteht auch die Möglichkeit im Sinne der Privatautonomie den Arbeitsvertrag einvernehmlich zu lösen. Dabei kommen beide Vertragsparteien überein, dass der Arbeitsvertrag aufgelöst wird. In diesem Fall sind keine Fristen oder Termine einzuhalten und bleiben alle Rechte und Pflichten wie etwa Abfertigungsansprüche erhalten.

## Kollektives Arbeitsrecht

### Betriebsverfassungsrecht

#### Organisation der Belegschaft

##### Betriebsrat
Der Betriebsrat ist ein Organ, das die Belegschaft gegenüber dem Arbeitgeber vertritt.

###### Zusammensetzung
Die Anzahl der Betriebsratsmitglieder richtet sich nach der Anzahl der Arbeitnehmer im Betrieb.

Gemäß § 50 Abs 1 sind zu wählen: In Betrieben mit
| 5 bis 9 Arbeitnehmern       | 1 Betriebsratsmitglied    |
| 10 bis 19 Arbeitnehmern     | 2 Betriebsratsmitglieder  |
| 20 bis 50 Arbeitnehmern     | 3 Betriebsratsmitglieder  |
| 51 bis 100 Arbeitnehmern    | 4 Betriebsratsmitglieder  |
| 101 bis 200 Arbeitnehmern   | 5 Betriebsratsmitglieder  |
| 201 bis 300 Arbeitnehmern   | 6 Betriebsratsmitglieder  |
| 301 bis 400 Arbeitnehmern   | 7 Betriebsratsmitglieder  |
| 401 bis 900 Arbeitnehmern   | 10 Betriebsratsmitglieder |
| 901 bis 1000 Arbeitnehmern  | 13 Betriebsratsmitglieder |
| 1001 bis 1400 Arbeitnehmern | 14 Betriebsratsmitglieder |
| 1401 bis 1800 Arbeitnehmern | 15 Betriebsratsmitglieder |
| 1801 bis 2200 Arbeitnehmern | 16 Betriebsratsmitglieder |

für je weiter 400 Arbeitnehmer um ein Mitglied mehr. Bruchteile von 400 werden voll gerechnet.
Zu beachten ist vor allem § 40 ArbVG. Dieser Paragraph zählt alle wichtigen Betriebsräte bzw. Organe auf. Zum Beispiel muss auf Unternehmensebene bei gegliederten Unternehmen, die eine wirtschaftliche Einheit bilden, ein Zentralbetriebsrat errichtet werden. Weiters kann auf Konzernebene eine Konzernvertretung errichtet werden, dies ist jedoch keine Verpflichtung.
Ein Europäischer Betriebsrat ist zu errichten gem § 171ff ArbVG, wenn:
- zentrale Leitung in Österreich liegt
- in mindestens 2 Mitgliedstaaten min 150 Arbeitnehmer beschäftigt sind
- insgesamt mindestens 1000 Arbeitnehmer in der EU beschäftigt sind.

Dieser V. Teil der ArbVG wurde durch die Umsetzung der BR-Richtlinie 1994/45 EG umgesetzt. Diese RL wurde nach zähem Ringen 2009 novelliert (RL 2009/38 EG), obwohl sie schon 1999 von der Kommission hätte überprüft werden sollen.

###### Wahl
Die Mitglieder des Betriebsrates werden auf Grund des gleichen, unmittelbaren und geheimen Wahlrechtes nach den Grundsätzen des Verhältniswahlrechts von der Belegschaft gewählt.
Aktives Wahlrecht
Voraussetzungen des aktiven Wahlrechts (§ 52) sind:
- alle Arbeitnehmer (Heimarbeiter nur, wenn sie regelmäßig beschäftigt sind),
- Vollendung des 18. Lebensjahres,
- Beschäftigung im Betrieb.

Passives Wahlrecht
Voraussetzungen des passiven Wahlrechts (§ 53) sind:
- alle Arbeitnehmer, Staatsbürgerschaft ist irrelevant
- Vollendung des 18. Lebensjahres,
- Betriebs- beziehungsweise Unternehmenszugehörigkeit seit mindestens 6 Monaten,

Ausgeschlossen vom passiven Wahlrecht sind Heimarbeiter und Arbeitnehmer mit einem bestimmten Naheverhältnis zum Betriebsinhaber oder zu Organpersonen des Betriebsinhabers (Ehegatte, Verwandte).

###### Tätigkeitsdauer
Die Tätigkeitsdauer des Betriebsrates beträgt vier Jahre. Sie beginnt mit dem Tage der Konstituierung oder mit Ablauf der Tätigkeitsdauer des früheren Betriebsrates, wenn die Konstituierung vor diesem Zeitpunkt erfolgte (§ 61 abs 1 ArbVG).

#### Aufgaben und Befugnisse der Belegschaft

##### Allgemeine Beteiligungsrechte

###### Überwachungsrecht
Gemäß § 89 ArbVG hat der Betriebsrat das Recht, die Einhaltung der die Arbeitnehmer des Betriebes betreffenden Rechtsvorschriften zu überwachen. Insbesondere stehen ihm folgende Befugnisse zu:
- Der Betriebsrat ist berechtigt, in die vom Betrieb geführten Aufzeichnungen über die Bezüge der Arbeitnehmer und die zur Berechnung dieser Bezüge erforderlichen Unterlagen Einsicht zu nehmen, sie zu überprüfen und die Auszahlung zu kontrollieren. Dies gilt auch für andere die Arbeitnehmer betreffenden Aufzeichnungen, deren Führung durch Rechtsvorschriften vorgesehen ist;
- der Betriebsrat hat die Einhaltung der für den Betrieb geltenden Kollektivverträge, der Betriebsvereinbarungen und sonstiger arbeitsrechtlicher Vereinbarungen zu überwachen. Er hat darauf zu achten, dass die für den Betrieb geltenden Kollektivverträge im Betrieb aufgelegt (§ 15) und die Betriebsvereinbarungen angeschlagen oder aufgelegt (§ 30 Abs. 1) werden. Das Gleiche gilt für Rechtsvorschriften, deren Auflage oder Aushang im Betrieb in anderen Gesetzen vorgeschrieben ist;
- der Betriebsrat hat die Durchführung und Einhaltung der Vorschriften über den Arbeitnehmerschutz, über die Sozialversicherung, über eine allfällige betriebliche Altersversorgung einschließlich der Wertpapierdeckung für Pensionszusagen (§ 11 Betriebspensionsgesetz, BGBl. Nr. 282/1990, in der jeweils geltenden Fassung) sowie über die Berufsausbildung zu überwachen. Zu diesem Zweck kann der Betriebsrat die betrieblichen Räumlichkeiten, Anlagen und Arbeitsplätze besichtigen. Der Betriebsinhaber hat den Betriebsrat von jedem Arbeitsunfall unverzüglich in Kenntnis zu setzen. Betriebsbesichtigungen im Zuge behördlicher Verfahren, durch die Interessen der Arbeitnehmerschaft (§ 38) des Betriebes (Unternehmens) berührt werden, sowie Betriebsbesichtigungen, die von den zur Überwachung der Arbeitnehmerschutzvorschriften berufenen Organen oder die mit deren Beteiligung durchgeführt werden, ist der Betriebsrat beizuziehen. Der Betriebsinhaber hat den Betriebsrat von einer anberaumten Verhandlung sowie von der Ankunft eines behördlichen Organs in diesen Fällen unverzüglich zu verständigen;
- werden im Betrieb Personalakten geführt, so ist dem Betriebsrat bei Einverständnis des Arbeitnehmers Einsicht in dessen Personalakten zu gewähren.

###### Interventionsrecht
Gemäß § 90 ArbVG hat der Betriebsrat das Recht, in allen Angelegenheiten, die die Interessen der Arbeitnehmer berühren, beim Betriebsinhaber und erforderlichenfalls bei den zuständigen Stellen außerhalb des Betriebes entsprechende Maßnahmen zu beantragen und die Beseitigung von Mängeln zu verlangen. Insbesondere ist der Betriebsrat berechtigt,
- Maßnahmen zur Einhaltung und Durchführung der die Arbeitnehmer des Betriebes betreffenden Rechtsvorschriften (§ 89) zu beantragen;
- Vorschläge zur Verbesserung der Arbeitsbedingungen, der betrieblichen Ausbildung, zur Verhütung von Unfällen und Berufskrankheiten sowie zur menschengerechten Arbeitsgestaltung zu erstatten;
- sonstige Maßnahmen zugunsten der Arbeitnehmer des Betriebes zu beantragen.

Der Betriebsinhaber ist verpflichtet, den Betriebsrat auf dessen Verlangen in allen Angelegenheiten, die die Interessen der Arbeitnehmer des Betriebes berühren, anzuhören.